# Călinești, Bacău
Călinești este un sat în comuna Negri din județul Bacău, Moldova, România.